# Пам'ятник жертвам Голокосту (Купчинь)
Пам'ятник жертвам Голокосту — пам'ятник у місті Купчинь Єдинецького району, Молдова, встановлений у пам'ять про жертв Голокосту (євреїв і представників інших меншин), які зазнавали переслідувань і знищення з боку нацистів, їхніх союзників і колабораціоністів у роки Другої світової війни.

## Концепція та історія
Ідеї та плани щодо створення меморіальної споруди з'явилася за кілька років до її відкриття. Сама ідея належала місцевому жителю Юрію Загорча — професійному історику і засновнику громадської організації «Nemurire» (Безсмертя), який присвятив відкриттю подібних пам'ятників на території Молдови понад 20 років. Проєкт отримав підтримку примарії міста та організації LivingStones Association.
1941 року в Єдинецькому районі було 2 концентраційні табори, до яких румунські війська, виконуючи наказ генерала Антонеску очистити колишню територію Румунського королівства від євреїв, приганяли колони мешканців Бессарабії та Північної Буковини. У жовтні 1941 року, після появи нового розпорядження перенаправляти євреїв за Дністер, табори закрили. За різними даними за весь час у таборах перебувало від 13 до 25 тисяч осіб. Слабких і хворих виводили на околицю міста і розстрілювали, решту — змучених і знесилених — колонами гнали в Трансністрію. Колони рухалися в бік Сорок, звідки їх переправляли через Дністер двома дорогами: одна проходила через Отакі, інша — через Купчинь, Паркова, Финтинте Албе та інші населені пункти.
Таким чином з ініціативи організації «Nemurire» в тих населених пунктах, через які пролягали «дороги смерті», відкривають меморіальні споруди, однією з яких і став пам'ятник у місті Купчинь, відкритий у жовтні 2019 року.